# Красный Яр (Шенталинский район)
Кра́сный Яр (чув. Хӗрлӗ Ҫыр)— посёлок в Шенталинском районе Самарской области. Входит в сельское поселение Четырла.

## География
Находится на расстоянии примерно 19 километров по прямой на северо-восток от районного центра станции Шентала.

## История
Основан чувашами в начале XX века.

## Название
Для чувашского народа название Хĕрлĕ Çыр - Красный Яр является частым явлением, так как чуваши часто основывали свои поселения у Красного обрыва (оврага) так как это было связано с их мифопоэтическим божеством с аналогичным названием. 

## Население
Постоянное население составляло 109 человек (чуваши 96 %) в 2002 году, 100 человек в 2010 году.